# Azoia de Baixo
Azoia de Baixo ist ein Ort und eine ehemalige Gemeinde (Freguesia) im portugiesischen Kreis Santarém. Die Gemeinde hatte 300 Einwohner (Stand 30. Juni 2011).
Am 29. September 2013 wurden die Gemeinden Azoia de Baixo, Póvoa de Santarém und Achete zur neuen Gemeinde União das Freguesias de Achete, Azoia de Baixo e Póvoa de Santarém zusammengeschlossen.